# Thiergeville
Thiergeville és un municipi francès situat al departament del Sena Marítim i a la regió de Normandia. L'any 2007 tenia 343 habitants.

## Demografia

### Població
El 2007 la població de fet de Thiergeville era de 343 persones. Hi havia 122 famílies de les quals 20 eren unipersonals (8 homes vivint sols i 12 dones vivint soles), 37 parelles sense fills i 65 parelles amb fills.
La població ha evolucionat segons el següent gràfic:
Habitants censats

### Habitatges
El 2007 hi havia 148 habitatges, 123 eren l'habitatge principal de la família, 22 eren segones residències i 3 estaven desocupats. 145 eren cases i 3 eren apartaments. Dels 123 habitatges principals, 111 estaven ocupats pels seus propietaris, 9 estaven llogats i ocupats pels llogaters i 3 estaven cedits a títol gratuït; 2 tenien dues cambres, 17 en tenien tres, 42 en tenien quatre i 62 en tenien cinc o més. 95 habitatges disposaven pel capbaix d'una plaça de pàrquing. A 46 habitatges hi havia un automòbil i a 69 n'hi havia dos o més.

### Piràmide de població
La piràmide de població per edats i sexe el 2009 era:
| Homes | Edats   | Dones |
| ----- | ------- | ----- |
| 0     | 95 o +  | 0     |
| 0     | 90 a 94 | 0     |
| 0     | 85 a 89 | 0     |
| 0     | 80 a 84 | 0     |
| 12    | 75 a 79 | 0     |
| 0     | 70 a 74 | 8     |
| 4     | 65 a 69 | 4     |
| 12    | 60 a 64 | 4     |
| 4     | 55 a 59 | 12    |
| 4     | 50 a 54 | 4     |
| 12    | 45 a 49 | 12    |
| 20    | 40 a 44 | 8     |
| 24    | 35 a 39 | 20    |
| 8     | 30 a 34 | 8     |
| 8     | 25 a 29 | 8     |
| 4     | 20 a 24 | 12    |
| 12    | 15 a 19 | 8     |
| 0     | 10 a 14 | 24    |
| 12    | 5 a 9   | 8     |
| 20    | 0 a 4   | 12    |

## Economia
El 2007 la població en edat de treballar era de 227 persones, 182 eren actives i 45 eren inactives. De les 182 persones actives 172 estaven ocupades (98 homes i 74 dones) i 9 estaven aturades (4 homes i 5 dones). De les 45 persones inactives 14 estaven jubilades, 15 estaven estudiant i 16 estaven classificades com a «altres inactius».

### Ingressos
El 2009 a Thiergeville hi havia 137 unitats fiscals que integraven 378 persones, la mediana anual d'ingressos fiscals per persona era de 19.111 €.

### Activitats econòmiques
Dels 14 establiments que hi havia el 2007, 1 era d'una empresa de fabricació de material elèctric, 1 d'una empresa de fabricació d'altres productes industrials, 1 d'una empresa de construcció, 4 d'empreses de comerç i reparació d'automòbils, 1 d'una empresa de transport, 1 d'una empresa d'hostatgeria i restauració, 2 d'empreses immobiliàries, 2 d'empreses de serveis i 1 d'una entitat de l'administració pública.
Dels 2 establiments de servei als particulars que hi havia el 2009, 1 era un taller de reparació d'automòbils i de material agrícola i 1 electricista.
L'any 2000 a Thiergeville hi havia 13 explotacions agrícoles que ocupaven un total de 585 hectàrees.

## Equipaments sanitaris i escolars
El 2009 hi havia una escola elemental integrada dins d'un grup escolar amb les comunes properes formant una escola dispersa.

## Poblacions més properes
El següent diagrama mostra les poblacions més properes.